# No Cliché
No Cliché er et fransk spiludviklingsfirma som lavede spil til Sega Dreamcast. Firmaet var tidligere kendt som Adeline Software før de blev opkøbt af Sega. No Cliché er bedst kendt for deres Dreamcast titel, Toy Commander.
No Cliché splittedes dog da Sega Europe i 2001 bestemte sig for at stoppe produktionen af Dreamcast-spil i Europa. Derefter lå No Cliché stille hen, men Adeline Software fortsatte med at være aktive indtil de gik konkurs i juli, 2004.

## Spil

### Sega Dreamcast
- Toy Commander (1999)
- Toy Racer (2001)
- Agartha (annulleret)